# Trachyphrynium braunianum
Trachyphrynium braunianum là một loài thực vật có hoa trong họ Marantaceae. Loài này được (K.Schum.) Baker miêu tả khoa học đầu tiên năm 1898.